# Montegranaro Calcio Fermana Football Club 2017-2018
Questa voce raccoglie le informazioni riguardanti la Montegranaro Calcio Fermana Football Club nelle competizioni ufficiali della stagione 2017-2018.

## Stagione
Nella stagione 2017-2018 la neopromossa Fermana torna dopo un decennio in un campionato professionistico, disputando il girone B del campionato di Serie C, dove raccoglie 38 punti con il quattordicesimo posto finale. Tre punti sopra la zona Play-out. Allenata da Flavio Destro la squadra gialloblù disputa un ottimo girone di andata chiuso a 22 punti, nel girone di ritorno fa meno bene, senza però mai rischiare di essere risucchiata nella bassa classifica. Dal campionato è stato escluso il Modena dalla dodicesima giornata, in seguito dichiarato fallito e radiato dalla Federazione. Il campionato ha promosso in Serie B il Padova. Nella Coppa Italia di Serie C la Fermana disputa il girone G di qualificazione, che ha promosso il Teramo davanti a Fermana e Racing Fondi, curiosamente le tre squadre hanno chiuso con 3 punti, frutto di una vittoria ed una sconfitta il girone, è passato ai sedicesimi il Teramo per la miglior differenza reti.

## Divise e sponsor
Il fornitore tecnico per la stagione 2017-2018 è Macron, mentre gli sponsor ufficiali di maglia sono Extralight e Vega (nel retro di maglia sotto la numerazione).
| Casa | Trasferta | Terza divisa |

## Organigramma societario
Area direttiva
- Presidente: Umberto Simoni

Area tecnica
- Allenatore: Flavio Destro
- Allenatore in seconda: Vincenzo Rodia
- Preparatore atletico: Roberto De Luce
- Preparatore dei portieri: Stefano Ramundo

Area sanitaria
- Medico sociale: Eugenio Tosco
- Collaboratore sanitario: Cristian Piergentili
- Fisioterapista: Walter Costi
- Ortopedico: Umberto Di Castri

## Rosa
Dal sito internet ufficiale della società:
| N. |                    | Ruolo | Calciatore         |
| -- | ------------------ | ----- | ------------------ |
| 1  | Italia (bandiera)  | P     | Mattia Valentini   |
| 2  | Senegal (bandiera) | C     | Bachir Mané        |
| 3  | Italia (bandiera)  | C     | Filippo Forò       |
| 4  | Italia (bandiera)  | C     | Gianluca Urbinati  |
| 5  | Italia (bandiera)  | D     | Marco Comotto      |
| 6  | Italia (bandiera)  | D     | Edoardo Ferrante   |
| 7  | Italia (bandiera)  | A     | Andrea Petrucci    |
| 8  | Italia (bandiera)  | C     | Alex Misin         |
| 9  | Italia (bandiera)  | A     | Luca Cremona       |
| 10 | Italia (bandiera)  | A     | Massimo D'Angelo   |
| 11 | Italia (bandiera)  | C     | Ilario Iotti       |
| 12 | Italia (bandiera)  | P     | Paolo Ginestra     |
| 13 | Italia (bandiera)  | C     | Matteo Gasperi     |
| 14 | Italia (bandiera)  | D     | Federico Franchini |
| 15 | Italia (bandiera)  | D     | Gianluca Clemente  |

| N. |                    | Ruolo | Calciatore        |
| -- | ------------------ | ----- | ----------------- |
| 16 | Italia (bandiera)  | C     | Diego Acunzo      |
| 17 | Italia (bandiera)  | A     | Marco Sansovini   |
| 18 | Italia (bandiera)  | A     | Samuele Maurizi   |
| 19 | Italia (bandiera)  | C     | Jacopo Ciarmela   |
| 20 | Italia (bandiera)  | C     | Andrea Doninelli  |
| 21 | Italia (bandiera)  | D     | Mattia Gennari    |
| 23 | Nigeria (bandiera) | A     | Franklyn Akammadu |
| 24 | Italia (bandiera)  | C     | Roberto Grieco    |
| 25 | Brasile (bandiera) | C     | Victor Da Silva   |
| 26 | Italia (bandiera)  | D     | Tommaso Equizi    |
| 27 | Italia (bandiera)  | D     | Maikol Benassi    |
| 28 | Italia (bandiera)  | A     | King Udoh         |
| 29 | Italia (bandiera)  | A     | Arturo Lupoli     |
| 30 | Italia (bandiera)  | D     | Nicolò Sperotto   |

## Risultati

### Serie C

#### Girone di andata
| Arbitro: | Meraviglia (Pistoia) |

|          |           |  |
| Lelj 58’ | Marcatori |  |

| Arbitro: | Zingarelli (Siena) |

|                              |           |  |
| Aridità 25’ (aut.) Iotti 90’ | Marcatori |  |

| Arbitro: | Feliciani (Teramo) |

|                    |           |                                 |
| Fink 59’ Gyasi 65’ | Marcatori | 74’ Lupoli 84’ (rig.) Sansovini |

| Arbitro: | Gualtieri (Asti) |

|                      |           |  |
| Sansovini 86’ (rig.) | Marcatori |  |

| Arbitro: | Provesi (Treviglio) |

|               |           |                                              |
| 11’ Bussaglia | Marcatori | 38’ Iotti 44’, 64’, 84’ Lupoli 68’ Sansovini |

| Teramo 1º ottobre 2017, ore 14:30 CEST 6ª giornata | Teramo               | 0 – 0 referto | Fermana | Stadio Gaetano Bonolis (1 957 spett.)\| Arbitro: \| Pasciuta (Agrigento) \| |
| Arbitro:                                           | Pasciuta (Agrigento) |               |         |                                                                             |

| Arbitro: | De Tullio (Bari) |

|  |           |                |
|  | Marcatori | 31’ N. Bianchi |

| Arbitro: | Perotti (Legnano) |

|                                |           |  |
| Arma 7’ (rig.), 70’ Mensah 56’ | Marcatori |  |

| Fermo 15 ottobre 2017, ore 14.30 9ª giornata | Fermana           | 0 – 0 referto | Vicenza | Stadio Bruno Recchioni (1 631 spett.)\| Arbitro: \| Marchetti (Ostia) \| |
| Arbitro:                                     | Marchetti (Ostia) |               |         |                                                                          |

| Reggio Emilia 22 ottobre 2017, ore CEST 10ª giornata | Reggiana           | 0 – 0 referto | Fermana | Stadio Città del Tricolore (5 386 spett.)\| Arbitro: \| Guarnieri (Empoli) \| |
| Arbitro:                                             | Guarnieri (Empoli) |               |         |                                                                               |

| Fermo 29 ottobre 2017, ore CEST 11ª giornata | Fermana        | 0 – 0 referto | Pordenone | Stadio Bruno Recchioni (1315 spett.)\| Arbitro: \| Volpi (Arezzo) \| |
| Arbitro:                                     | Volpi (Arezzo) |               |           |                                                                      |

| Arbitro: | Clerico (Torino) |

|  |           |                                    |
|  | Marcatori | 12’ Colombi 54’ Sbaffo 90+6’ Kouko |

| Arbitro: | Bitonti (Bologna) |

|               |           |                              |
| M. Marchi 48’ | Marcatori | 53’ Sansovini 90+1’ Da Silva |

| 12 novembre 2017 14ª giornata |  | – Turno di riposo Fermana |  |  |

| Gubbio 19 novembre 2017, ore 18:30 CET 15ª giornata | Gubbio          | 0 – 0 referto | Fermana | Stadio Pietro Barbetti (1 123 spett.)\| Arbitro: \| Donda (Cormons) \| |
| Arbitro:                                            | Donda (Cormons) |               |         |                                                                        |

| 26 novembre 2017 16º Giornata | Fermana | – Gara non disputata per l'esclusione del Modena dal torneo | Modena |  |

| Padova 4 dicembre 2017, ore 20:45 CET 17ª Giornata | Padova             | 0 – 0 referto | Fermana | Stadio Euganeo (4 652 spett.)\| Arbitro: \| Ayroldi (Molfetta) \| |
| Arbitro:                                           | Ayroldi (Molfetta) |               |         |                                                                   |

| Arbitro: | Nicoletti (Catanzaro) |

|                                    |           |                   |
| Misin 39’ Lupoli 68’ Sansovini 75’ | Marcatori | 52’ (rig.) Ungaro |

| Arbitro: | Marcenaro (Genova) |

|          |           |  |
| Sosa 79’ | Marcatori |  |

#### Girone di ritorno
| Fermo 22 dicembre 2017, ore 20:30 CET 20ª giornata | Fermana            | 0 – 0 referto | Ravenna | Stadio Bruno Recchioni (939 spett.)\| Arbitro: \| Meleleo (Casarano) \| |
| Arbitro:                                           | Meleleo (Casarano) |               |         |                                                                         |

| Arbitro: | Proietti (Terni) |

|                                  |           |  |
| Miracoli 4’ Di Pasquale 50’, 73’ | Marcatori |  |

| Arbitro: | Tursi (Valdarno) |

|  |           |                |
|  | Marcatori | 63’ Candellone |

| Arbitro: | Zufferli (Udine) |

|  |           |          |
|  | Marcatori | 54’ Manè |

| Arbitro: | Fontani (Siena) |

|              |           |            |
| Da Silva 68’ | Marcatori | 80’ Lesjak |

| Arbitro: | Cosso (Reggio Calabria) |

|                                           |           |                                 |
| Petrucci 49’, 61’ Da Silva 72’ Lupoli 79’ | Marcatori | 25’ (rig.), 30’ Bacio Terracino |

| Arbitro: | G. Miele (Nola) |

|                                             |           |  |
| Tronco 47’ Diop 58’, 88’ Minesso 83’ (rig.) | Marcatori |  |

| Fermo 24 febbraio 2018, ore 16.30 CET 27ª giornata | Fermana                    | 0 – 0 referto | Triestina | Stadio Bruno Recchioni (840 spett.)\| Arbitro: \| Cascone (Nocera Inferiore) \| |
| Arbitro:                                           | Cascone (Nocera Inferiore) |               |           |                                                                                 |

| Arbitro: | Annaloro (Collegno) |

|                |           |             |
| Giacomelli 43’ | Marcatori | 12’ Cognini |

| Arbitro: | Gariglio (Pinerolo) |

|                         |           |                           |
| Petrucci 68’ Lupoli 74’ | Marcatori | 30’ Riverola 34’ Cattaneo |

| Arbitro: | Capone (Palermo) |

|                         |           |  |
| Burrai 2’ Formiconi 33’ | Marcatori |  |

| Arbitro: | De Tullio (Bari) |

|           |           |  |
| Gelli 20’ | Marcatori |  |

| Arbitro: | Ricci (Firenze) |

|              |           |           |
| Ferrante 51’ | Marcatori | 31’ Rocca |

| 31 marzo 2018 33ª giornata |  | – Turno di riposo Fermana |  |  |

| Arbitro: | Bitonti (Bologna) |

|              |           |  |
| Sperotto 83’ | Marcatori |  |

| 15 aprile 2018 35ª giornata | Modena | – Gara non disputata per l'esclusione del Modena dal torneo | Fermana |  |

| Arbitro: | Volpi (Arezzo) |

|             |           |             |
| Gennari 79’ | Marcatori | 63’ Capello |

| Arbitro: | Clerico (Torino) |

|                             |           |  |
| Di Genanro 50’ G. Gomez 73’ | Marcatori |  |

| Arbitro: | D'Apice (Arezzo) |

|  |           |             |
|  | Marcatori | 41’ Lazzari |

### Coppa Italia Serie C

#### Fase a gironi
| Arbitro: | Camplone (Pescara) |

|                          |           |  |
| Gasperi 41’ D'Angelo 46’ | Marcatori |  |

| Arbitro: | Acanfora (Castellammare di Stabia) |

|                               |           |                |
| Lazzari 36’ De Sousa 53’, 80’ | Marcatori | 90+1’ Akammadu |